# Тройственное число
Тройственное число (в грамматике) — грамматическая категория существительного, глагола и прилагательного, иногда также местоимений-существительных (я, ты, мы, кто, что и т. д.) и местоимений-прилагательных (мой, твой, наш, который и т. д.), употребляется в некоторых языках наряду с единственным, множественным и двойственным числом. Представляет собой особую грамматическую форму, которую принимает эта часть речи, употребляется для обозначения трёх лиц или предметов. 
Тройственное число в современных языках употребляется редко, оно встречается, в частности, в некоторых австронезийских (толомако, лихир, науруанский) и австралийских языках, а также в креольском языке ток-писин.
Пример изменения личных местоимений по числам в языке ток-писин:
| Лицо                | Единственное    | Двойственное          | Тройственное              | Множественное                 |
| ------------------- | --------------- | --------------------- | ------------------------- | ----------------------------- |
| Первое эксклюзивное | mi (я)          | mitupela (он/она и я) | mitripela (они двое и я)  | mipela (все они и я)          |
| Первое инклюзивное  | —               | yumitupela (ты и я)   | yumitripela (вы двое и я) | yumipela (все вы и я)         |
| Второе              | yu (ты)         | yutupela (вы двое)    | yutripela (вы трое)       | yupela (вы (четверо и более)) |
| Третье              | em (он/она/оно) | tupela (они двое)     | tripela (они трое)        | ol (они (четверо и более))    |